# ترشی انبه
ترشی انبه یکی از انواع ترشیجات است. این ترشی از ترکیب انبه، رب گوجه‌فرنگی، تمر هندی، سرکه، سیر، فلفل سیاه و زردچوبه تهیه می‌شود. همچنین برخی از آبلیمو و دارچین و هل کوبیده در تهیه آن استفاده می‌کنند. این مواد را به همراه سرکه در ظرفی در بسته می‌ریزند تا ترشی تهیه گردد.
در نوع دیگری از ترشی انبه، پس از خرد کردن انبه‌ها، آن‌ها را با فلفل سبز و قرمز خرد شده، تخم شنبلیله، زیره سبز، فلفل سیاه و رازیانه و پودر فلفل قرمز مخلوط کرده و در تابه‌ای به همراه کمی روغن تفت می‌دهند. بعد از سرد شدن روغن، مخلوط مواد را با نمک آمیخته و در ظرف شیشه‌ای تمیز و خشک ریخته و مابقی روغن را نیز روی آن اضافه می‌کنند. سپس آن را در جای خنک به مدت یک ماه نگهداری می‌کنند تا آماده شود.